# Финиковый сахар
Финиковый сахар (англ. date sugar), также финиковый сироп (date honey, араб. رُب‎, ивр. סילאן‎, силан, перс. شیره خرما‎) — подсластители, производимые из фиников, путём их сушки и растирания в порошок (сахар) или же уваривания (сироп). Финиковый сахар и финиковый сироп не следует путать с пальмовым сахаром и пальмовым сиропом, которые получают из сока ствола пальмы (в том числе, финиковой), а не из её плодов. 
Финиковый сироп является традиционным продуктом для стран Ближнего Востока и Северной Африки, где используется в качестве десертного сиропа. Им подслащивают такие десерты, как арабская асида и сладкие блюда из тхины. В качестве десертного подсластителя, финиковый сироп широко применяется на пространстве от Северо-Западной Африки до Йемена и Ирана. Значительной популярностью финиковый сироп пользуется в Израиле, где его используют, в том числе, с блюдами европейской кухни, такими, как блины, как аналог кленового сиропа или мёда.
Финиковый сахар активно продвигается на рынок в последние десятилетия, как «веганский продукт» и  заменитель обычного сахара.
Хотя производители как финикового сиропа, так и финикового сахара обычно стараются представить свою продукцию как обладающую целым набором полезных свойств, фактически, речь идёт об обыкновенных подсластителях, которые людям, больным сахарным диабетом или предрасположенным к лишнему весу, следует употреблять с той же осторожностью, что и обычный сахар.
Произведённые промышленным способом финиковый сахар и финиковый сироп могут содержать в своём составе различные искусственные добавки. При добавлении в напитки, финиковый сахар разбухает, а не растворяется, поэтому таким образом его использовать не рекомендуется.